# Condado de Wheatland
O Condado de Wheatland é um dos 56 condados do estado norte-americano de Montana. A sede de condado é Harlowton, que é também a sua maior cidade. O condado tem uma área de 3699 km² (dos quais 13 km² estão cobertos por água), uma população de 2259 habitantes, e uma densidade populacional de 0,6 hab/km² (segundo o censo nacional de 2000). O condado foi fundado em 1917 e recebeu o seu nome por causa dos grandes campos de trigo (wheat, em inglês).